# Ophiura innoxia
Ophiura innoxia is een slangster uit de familie Ophiuridae.
De wetenschappelijke naam van de soort werd in 1906 gepubliceerd door René Koehler.